# Martin (film)
Pour les articles homonymes, voir Martin.
Pour plus de détails, voir Fiche technique et Distribution.
Martin est un film américain réalisé par George Andrew Romero, sorti en 1977.

## Synopsis
Martin, un jeune homme de dix-sept ans est obsédé par le sang : il viole et tue des femmes et des hommes dont il boit le sang en leur entaillant les membres au rasoir. Son oncle Cuda qui l'héberge est persuadé qu'il est un vampire, descendant du Comte Orlok "Nosferatu". Martin est-il un véritable vampire, ou bien seulement un marginal en proie à la folie ?

## Fiche technique
- Titre : Martin
- Réalisation : George A. Romero
- Scénario : George A. Romero, Dario Argento (montage européen)
- Musique : Donald Rubinstein
- Photographie : Michael Gornick
- Montage : George A. Romero
- Production : Richard P. Rubinstein, Ben Barenholtz, Patricia Bernesser et Ray Schmaus
- Sociétés de production : Laurel Entertainment Inc. et Libra Films
- Budget : 80 000 dollars
- Pays d'origine : États-Unis
- Format : Couleurs - 1,37:1 - Mono - 16 mm
- Genre : Horreur, drame
- Durée : 95 minutes
- Dates de sortie : mai 1977 (festival de Cannes), 5 juillet 1978 (France), 7 juillet 1978 (États-Unis)
- Film interdit aux moins de 16 ans lors de sa sortie en France

## Distribution
- John Amplas : Martin Madahas
- Lincoln Maazel : Tada Cuda
- Christine Forrest : Christina
- Elyane Nadeau : Mme Santini
- Tom Savini : Arthur
- Roger Caine : Lewis
- James Roy : Deacon
- Sara Venable : la ménagère
- Francine Middleton : la victime du train

## Autour du film
- Le tournage s'est déroulé à Braddock et Pittsburgh, en Pennsylvanie, du 8 août 1976 au mois d'octobre de la même année.
- George Romero apparaît dans le rôle du père Howard, l'homme d'église bon vivant invité par l'oncle Cuda. Le directeur de la photographie Michael Gornick a aussi un petit rôle, celui d'un invité d'une émission radio.
- Les maquillages et effets spéciaux sont l'œuvre de Tom Savini.
- George Romero et l'actrice Christine Forrest, qui joue le rôle de la cousine de Martin, se sont rencontrés sur le tournage : ils se sont mariés trois ans plus tard.